# Cristofer Jurado
Cristofer Robín Jurado López (Panama-Stad, 27 oktober 1995) is een Panamees wielrenner. In 2018 reed hij voor Trevigiani Phonix-Hemus 1896.

## Carrière
In 2015 werd Jurado onder meer zevende in de vierde etappe van de Ronde van de Aostavallei. Een jaar later nam hij bij de beloften deel aan het wereldkampioenschap, nadat hij dit in 2013 al bij de junioren had gedaan.
In 2017 werd Jurado nationaal kampioen op de weg, nadat hij twee dagen eerder derde was geworden in de tijdrit.

## Overwinningen
2017
 Panamees kampioen op de weg, Elite
 Panamees kampioen op de weg, Beloften
2018
 Panamees kampioen op de weg, Elite
Bergklassement Ronde van China II
2019
5e etappe Ronde van de Dominicaanse Republiek
 Panamees kampioen tijdrijden, Elite
2020
 Panamees kampioen op de weg, Elite
 Panamees kampioen tijdrijden, Elite
4e en 10e etappe Ronde van Guatemala
2021
 Panamees kampioen tijdrijden, Elite

## Resultaten in voornaamste wedstrijden
|      | \| Jaar \| \| WK op de weg \| \| ---- \| \| ------------ \| \| 2022 \| \| opgave \| |              |
| Jaar |                                                                                     | WK op de weg |
| 2022 |                                                                                     | opgave       |

## Ploegen
- 2018 –  Trevigiani Phonix-Hemus 1896

Arnoult · Betsjkov · Fedeli · Jurado · Kolev · Michajlov · Molteni · Montoya · Nikolov · Peñalver · Tivani · Tsjolakov · Vargas · Zahiri · Zana